# 달성 이철견 신도비
달성 이철견 신도비(達城 李鐵堅 神道碑)는 대한민국 대구광역시 달성군 옥포읍 강림리에 있는 조선시대의 신도비이다. 1995년 5월 12일 대구광역시의 유형문화재 제38호로 지정되었다.

## 개요
신도비란 임금이나 공신의 평생업적을 기록하여 그의 묘 앞에 세우는 것으로, 이 비는 조선 전기의 무신인 이철견 장군을 기리고 있다.
이철견 장군은 세조에서 연산군사이에 지의금부사, 오위도총부도총관, 호조판서, 경상도관찰사, 한성판윤 등을 지냈으며, 이시애난을 평정하는데 공을 세웠다.
비는 받침과 비몸 ·머릿돌로 이루어진 형태로, 머리돌은 지붕모양을 하고 있어 조선시대 전기 신도비의 전형적인 양식을 잘 보여준다. 비몸 윗면에 ‘양평이공신도비명’이란 제목을 쓰고, 본문에는 장군의 업적을 열거하였다.
비문은 홍귀달이 짓고 안침이 글을 썼으며, 연산군 3년(1497)에 비를 세웠다. 원래 서울 봉천동에 있던 것을 1969년 도시계획으로 인해 지금의 자리로 옮겨 놓았다.

## 참고 자료
- 이철견신도비 - 국가유산청 국가유산포털